# Sormery
Sormery – miejscowość i gmina we Francji, w regionie Burgundia-Franche-Comté, w departamencie Yonne.
Według danych na rok 1990 gminę zamieszkiwały 373 osoby, a gęstość zaludnienia wynosiła 12 osób/km² (wśród 2044 gmin Burgundii Sormery plasuje się na 551. miejscu pod względem liczby ludności, natomiast pod względem powierzchni na miejscu 166.).